# Las chicas de hoy en día
Las chicas de hoy en día es una serie de televisión, estrenada en 1991 por TVE. Supuso el debut televisivo del director Fernando Colomo.[cita requerida]

## Argumento
Nuri y Charo son dos jóvenes vitalistas que comparten una aspiración: triunfar en el mundo del espectáculo. Para ello deciden instalarse en Madrid y compartir piso. Sus personalidades no pueden ser más diferentes: Nuri, de Barcelona, es sofisticada, culta, refinada. Charo, de Sevilla, es racial, alegre, impulsiva. Juntas atravesarán múltiples vicisitudes - incluido un viaje a Nueva York - hasta alcanzar su sueño dorado.

## Reparto
- Carmen Conesa ... Nuria Rocamora
- Diana Peñalver ... Charo Baena
- Juan Echanove ... Julián
- María Luisa Ponte ... Rafaela
- Julieta Serrano ... Chus
- Carmen Balagué ... Cartera
- Florinda Chico ... Marife Baena (madre de Charo)
- Bibi Andersen ... Marilu
- Luisa Veira ... Lolita
- Marisa Paredes ... Manuela Quiñones
- José Antonio Navarro ... Fernando
- Robert Jon Sloane ... Christopher Alexander
- Kiti Manver ... Adèle
- Antonio Resines ... Javier Delahorca

## Ficha técnica
- Dirección: Fernando Colomo
- Producción: Ana Huete
- Guiones: Fernando Colomo y Joaquín Oristrell
- Música: Bernardo Fúster, Luis Mendo
- Fotografía: Javier G. Salmones
- Montaje: Miguel Ángel Santamaría
- Dirección artística: Matthew Ebert
- Diseño de vestuario: Lala Huete
- Maquillaje: Ana López Puigcerver
- Asistente del Director: Frida Torresblanco
- Sonido: Bernardo Menz

## Lista de episodios
- Capítulo 1: Se conocen -

16 de septiembre de 1991
- - Remedios Castillo
  - Carmen Cervera
  - Joaquín Climent
  - Carlos Hipólito
  - Manuel Huete
  - Santiago Lajusticia
  - Pilar Massa
  - Juan Polanco
  - Nathalie Seseña
  - Enrique Simón
  - Begoña Valle

- Capítulo 2: Se buscan la vida -

23 de septiembre de 1991
- - Itziar Álvarez
  - Ángel de Andrés López
  - Pablo Colomo
  - Verónica Forqué
  - Ana Labordeta
  - Francisco Maestre
  - Virginia Mataix
  - Fausto Moreno

- Capítulo 3: El problema de la vivienda -

30 de septiembre de 1991
- Capítulo 4: Las violaciones -

7 de octubre de 1991
- - Juan Carlos Alonso
  - Inma Barrionuevo
  - María José Barroso
  - Josefina Calatayud
  - Asunción Díaz
  - Vicente Díez
  - José Ángel Egido
  - María Elena Flores
  - Ana Frau
  - Ángeles Martín
  - Ángel Mora
  - Gustavo Pérez de Ayala
  - Ana Sáez
  - César Sánchez

- Capítulo 5: La tele -

14 de octubre de 1991
- - Lola Baldrich
  - Pilar Barrera
  - José Carlos Castro
  - Ana Goya
  - Inmaculada Jimena
  - Chema Muñoz

- Capítulo 6: Las exclusivas -

21 de octubre de 1991
- - Bibiana Fernández
  - José Lifante
  - Pilar Massa
  - Gloria Muñoz
  - José Sancho

- Capítulo 7: Las dietas -

28 de octubre de 1991
- - Marta Fernández Muro
  - Ana Frau
  - Gabriel Latorre
  - Luisa F. López
  - Inmaculada Machado

- Capítulo 8: El teatro de calle -

4 de noviembre de 1991
- - Juan Carlos Alonso
  - Mari Carmen Alvarado
  - Agustín Bescos
  - Florinda Chico
  - Félix Cubero
  - Gabriel Garbisu
  - Marco Aurelio González
  - Miguel A. Gredilla
  - Mercedes Hoyos
  - Manuel Huete
  - Pedro Luis Lavilla
  - Joaquín Notario
  - Gustavo Pérez de Ayala
  - Joan Potau
  - John Strasberg

- Capítulo 9: Las casas discográficas -

11 de noviembre de 1991
- - Javier Gurruchaga

- Capítulo 10: La primavera -

18 de noviembre de 1991
- - Victoria Abril
  - Roberto Cairo
  - Ana Frau
  - Inmaculada Machado
  - Antonio Orengo
  - Antonio Valero

- Capítulo 11: Las vacaciones -

25 de noviembre de 1991
- - Pere Anglas
  - José María Cañete
  - Imma Colomer
  - Josep Linuesa
  - Francesc Lucchetti
  - Isabel Ordaz
  - Mariano Barroso

- Capítulo 12: Estudian idiomas -

2 de diciembre de 1991
- - Pilar Massa
  - Michele McCain
  - Nathalie Seseña
  - Isabel Vega

- Capítulo 13: El gran papel -

9 de diciembre de 1991
- - Fernando Colomo
  - Alberto Jiménez
  - Felipe Vélez

- Capítulo 14: Dan el salto -

16 de diciembre de 1991
- - José G. de Castrillón
  - Julio Escalada
  - Ana Frau
  - Inmaculada Machado
  - Francisco Maestre
  - Pilar Massa
  - Constantino Romero

- Capítulo 15: La gran manzana -

23 de diciembre de 1991
- - Drew Eliot
  - Aníbal O. Lleras
  - Gerald Orange
  - Sixto Ramos

- Capítulo 16: El método Christopher -

30 de diciembre de 1991
- - Richard DeDomenico
  - Vincent Pastore

- Capítulo 17: Las sublimes decisiones -

6 de enero de 1992
- - Patricia Cisarano
  - Christofer de Oni
  - Gerald Orange
  - Carmen Rivera
  - Alina Troyano

- Capítulo 18: Hogar dulce hogar -

13 de enero de 1992
- - Pilar Bardem
  - Jesús Bonilla
  - Pedro del Río
  - Luisa Martín
  - Jorge Roelas
  - Andrej Skandera
  - Manuel Zarzo

- Capítulo 19: Un novio que es una joya -

20 de enero de 1992
- - Pedro del Río
  - Pau Riba
  - Andrej Skandera

- Capítulo 20: Marcan el paso -

27 de enero de 1992
- - Lola Baldrich
  - Pedro del Río
  - Alfonso Godá
  - Àngels Gonyalons
  - Miguel A. Gredilla
  - Andrej Skandera
  - Walter Vidarte

- Capítulo 21: La Marcha Real -

3 de febrero de 1992
- - Pedro del Río
  - Vicente Parra
  - Mercè Pons
  - Andrej Skandera

- Capítulo 22: Las almas gemelas -

10 de febrero de 1992
- - Beatriz Bergamín
  - Francisco Jambrina
  - María José Lebrero
  - Jesus Nebot
  - Andrej Skandera

- Capítulo 23: El precio de la fama -

17 de febrero de 1992
- - Pedro del Río
  - Tina Sáinz

- Capítulo 24: Las terapias de grupo -

24 de febrero de 1992
- - Pedro del Río
  - Santiago Ramos
  - Isabel Serrano
  - Andrej Skandera

- Capítulo 25: El peso de la ley -

2 de marzo de 1992
- - Beatriz Bergamín
  - Pedro del Río
  - José María Pou
  - Tina Sáinz
  - Andrej Skandera

- Capítulo 26: La vida por delante -

9 de marzo de 1992
- - Carmelo Alcántara
  - José María Cañete
  - Imma Colomer
  - Pedro del Río
  - Ana Goya
  - Malena Gutiérrez
  - Javier Martín
  - Joaquín Notario
  - Gracia Olayo
  - Pepo Oliva
  - Andrej Skandera
  - Consuelo Trujillo

## Premios
- Fotogramas de Plata (1991):
  - Juan Echanove. (Mejor Actor de televisión).
  - Carmen Conesa. (Mejor Actriz de televisión).
  - Diana Peñalver. Nominada a la Mejor Actriz de televisión.

- Premios de la Unión de Actores (1991):
  - Diana Peñalver. (Protagonista TV)
  - Juan Echanove. (Secundario TV).
  - Carmen Conesa. Premio Revelación.

- TP de Oro (1991):
  - Nominada como Mejor Serie Nacional.

- Datos: Q5970977